# S&S - Sansei Technologies
Pour les articles homonymes, voir S&S.

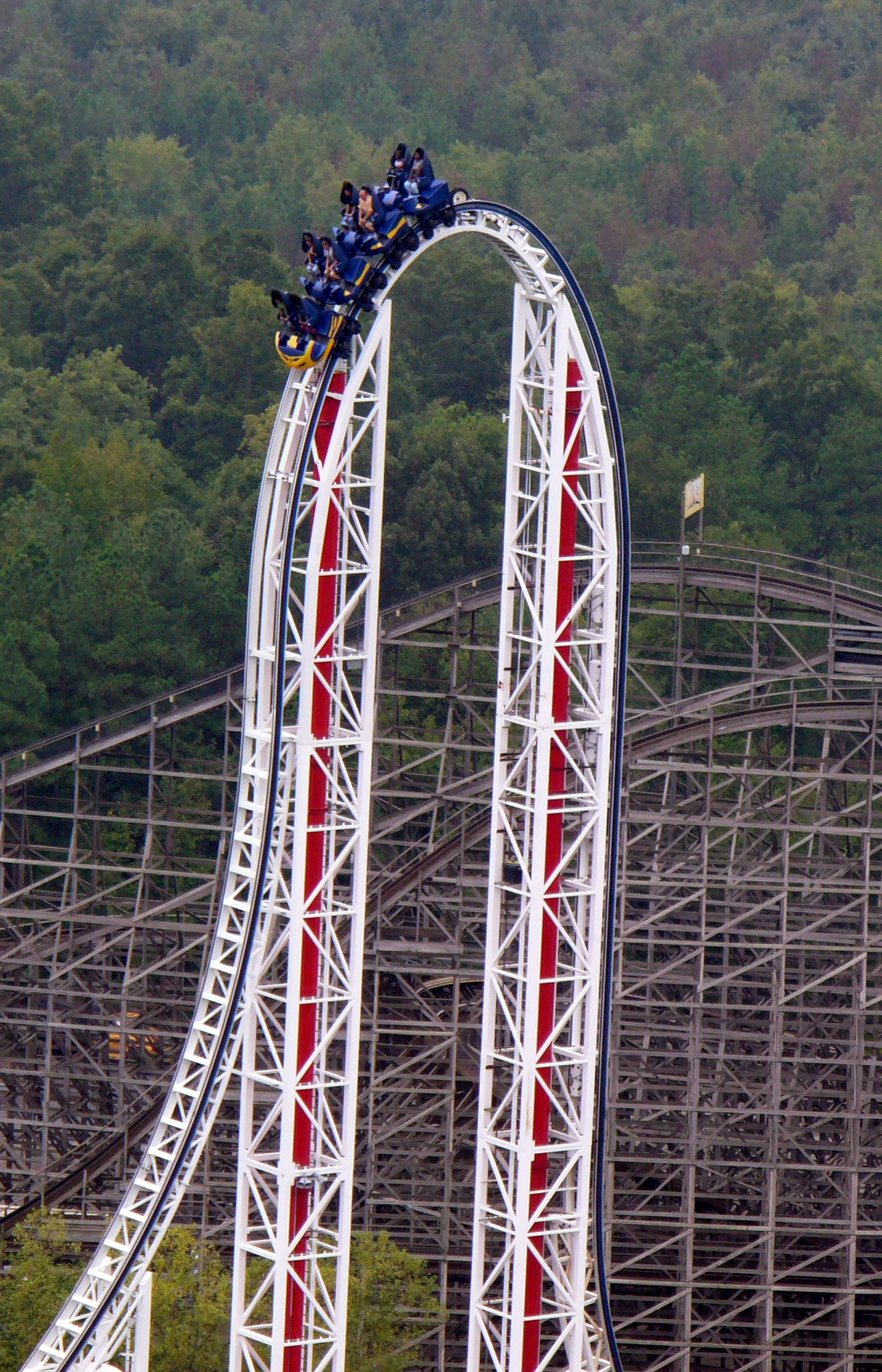
HyperSonic XLC de Kings Dominion.

S&S - Sansei Technologies également connue sous le nom S&S Worldwide est un constructeur d'attractions (manèges et montagnes russes). Il est situé à Logan dans l'Utah et fut fondée en 1994 par Stan et Sandy Checketts.

## Histoire
La société est fondée en 1994 par Stan Checketts et sa femme Sandy (Stan & Sandy) sous le nom de S&S Sports. L'entreprise fabrique du matériel de saut à l'élastique et des trampolines. Elle commence à se spécialiser dans les attractions utilisant la technologie pneumatique, notamment les Space Shot. Deux prototypes ont été rapidement vendus à Reino Aventura et D&D Amusements en 1995. Le nom est changé pour S&S Power la même année. La tour Turbo Drop et le Screamin' Swing sont développés respectivement en 1996 et 2004.
En 2000, le nom est à nouveau changé pour S&S Worldwide. S&S rachète et fusionne avec la compagnie Arrow Dynamics en 2002, devenant S&S Arrow. Grâce à ces acquisitions, les montagnes russes quadridimensionnelles ont été ajoutées à leur catalogue. À la suite du dépôt de bilan du fabricant de montagnes russes en bois Custom Coasters International (CCI), S&S embauche la fondatrice Denise Dinn-Larrick et plusieurs autres anciens employés de CCI pour démarrer une nouvelle division de montagnes russes en bois pour l'entreprise.  La division est fermée deux ans plus tard après avoir fabriqué seulement quatre parcours de montagnes russes en bois.
En dehors de leurs produits pneumatiques, S&S continue d'innover avec de nouvelles conceptions. En 2008, la société a présenté El Loco, un modèle de montagnes russes capable d'intégrer une disposition extrême dans un encombrement compact. En commençant par Steel Hawg à Indiana Beach en 2008, un nouveau El Loco a été construit presque chaque année jusqu'en 2014.
En février 2009, Larsen MacColl Partners acquiert une participation importante dans S&S, y compris toutes les actions précédemment détenues par Checketts,. La famille Koffman et les actionnaires affiliés devaient conserver leur participation. Checketts a mis fin à sa relation de consultant avec l'entreprise afin de poursuivre ses intérêts commerciaux avec Soaring Eagle Zipline Inc., de Logan, Utah,.  Plus d'une décennie plus tard, Stan Checketts, âgé de 80 ans, est décédé le 2 janvier 2022 à son domicile de Providence, dans l'Utah.
En novembre 2012, S&S Worldwide Inc. a conclu un accord contraignant avec Sansei Technologies Co., Ltd., d'Osaka, au Japon, aux termes duquel Sansei a acquis une participation de 63,1 % dans S&S.  La signalisation des expositions IAAPA Attractions 2012 et 2013 faisait la promotion de la nouvelle société sous le nom de S&S – Sansei Technologies, Sansei devenant son unique propriétaire fin 2014,. La société est depuis connue sous le nom de S&S - Sansei Technologies, même si elle utilise encore souvent le nom S&S Worldwide ou simplement S&S.
S&S introduit le 4-D Free Spin.  La première installation en 2015 est Batman : The Ride at Six Flags Fiesta Texas.
Le 30 mars 2018, il a été annoncé que Sansei Technologies avait également acquis le fabricant de manèges Vekoma. L'entreprise présente le concept de l'Axis Coaster en 2019.

## Types d'attractions
Liste des attractions fabriquées par la société
- Combo Ride
- Double Shot
- Frog Hopper - Tour de chute junior
- Pirate's Plunge / Huckleberry Splash
- Screamin' Swing
- Sky Swatter
- Space Shot
- Turbo Drop
- Vertigo

## Les montagnes russes
| Nom                                   | Type                                        | Parc                               | Pays        | Année       |
| ------------------------------------- | ------------------------------------------- | ---------------------------------- | ----------- | ----------- |
| Afterburner                           | Acier / Screaming Squirrel                  | Divo Ostrov (Wonder Island)        | Russie      | 2007        |
| Bullet Coaster                        | Lancées                                     | Happy Valley (Shenzhen)            | Chine       | 2011        |
| Dinoconda                             | Quadridimensionnelles                       | China Dinosaurs Park               | Chine       | 2012        |
| Do-Dodonpa                            | Lancées                                     | Fuji-Q Highland                    | Japon       | 2001        |
| Eejanaika                             | Quadridimensionnelles                       | Fuji-Q Highland                    | Japon       | 2006        |
| Extreme Rusher                        | Lancées                                     | Happy Valley (Pékin)               | Chine       | 2011        |
| Falken                                | Bois                                        | Fårup Sommerland                   | Danemark    | 2004        |
| Green Lantern Coaster                 | Acier / El Loco                             | Warner Bros. Movie World Australia | Australie   | 2011        |
| Hell Cat                              | Bois                                        | Clementon Amusement Park           | États-Unis  | 2004        |
| Hellcat                               | Bois                                        | Timber Falls Adventure Park        | États-Unis  | 2004        |
| HyperSonic XLC                        | Lancées                                     | Kings Dominion                     | États-Unis  | 2001 à 2007 |
| Mumbo Jumbo                           | Acier / El Loco                             | Flamingo Land Theme Park & Zoo     | Royaume-Uni | 2009        |
| Powder Keg: A Blast in the Wilderness | Lancées                                     | Silver Dollar City                 | États-Unis  | 1999        |
| Ring°Racer                            | Lancées                                     | Nürburgring                        | Allemagne   | 2009 & 2011 |
| Screamin Squirrel                     | Acier / Screaming Squirrel                  | Mysterious Island                  | Chine       | 2006        |
| Sequoia Magic Loop                    | Acier / Screaming Squirrel                  | Gardaland                          | Italie      | 2005        |
| Steel Hawg                            | Acier / El Loco                             | Indiana Beach                      | États-Unis  | 2008        |
| Timber Drop                           | Acier / El Loco                             | Fraispertuis-City                  | France      | 2011        |
| Timberhawk: Ride of Prey              | Bois                                        | Wild Waves Theme Park              | États-Unis  | 2003        |
| Tranan                                | Quadridimensionnelles à véhicules suspendus | Skara Sommarland                   | Suède       | 2009        |

## Galerie

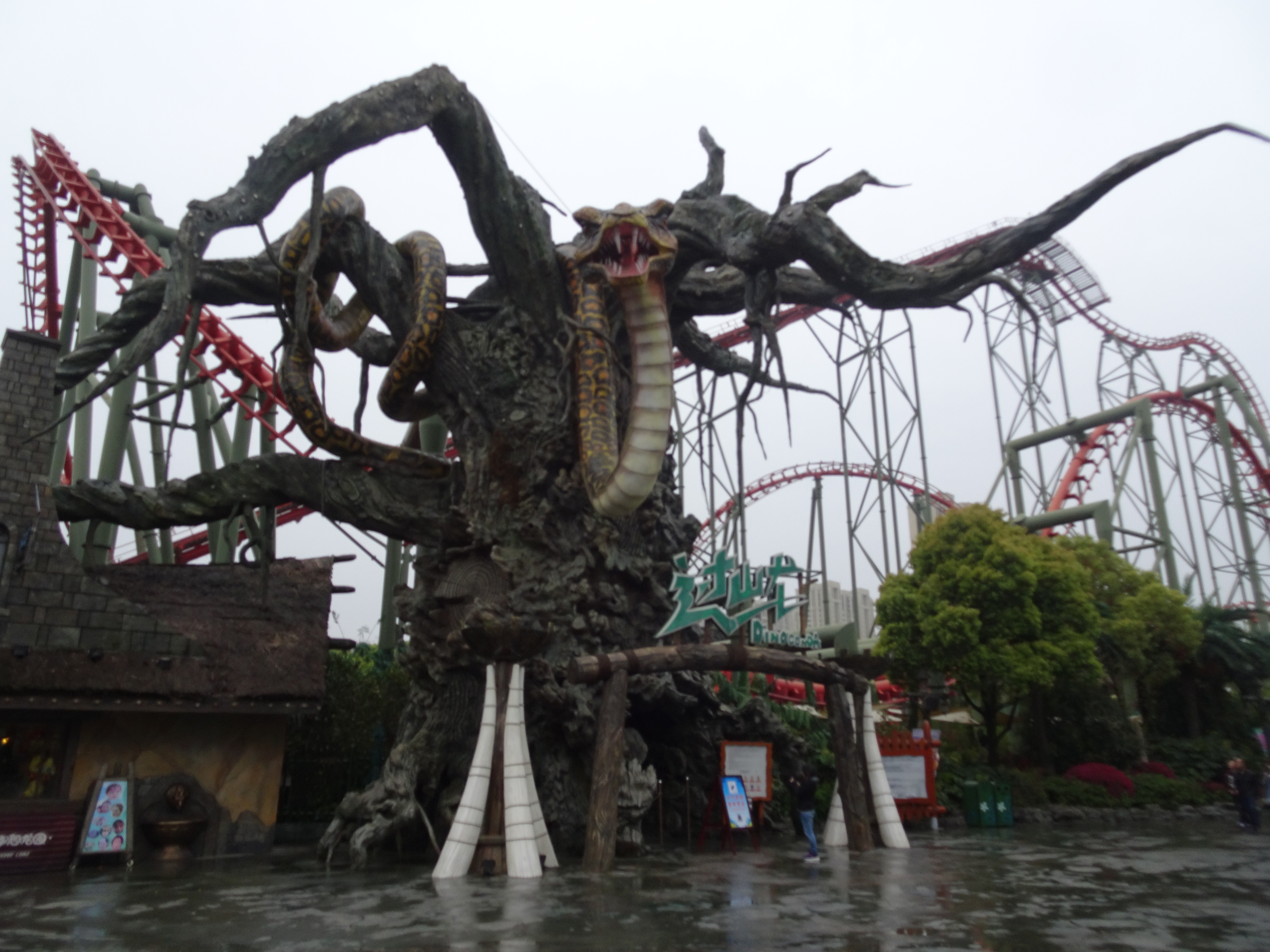
Dinoconda à China Dinosaurs Park.
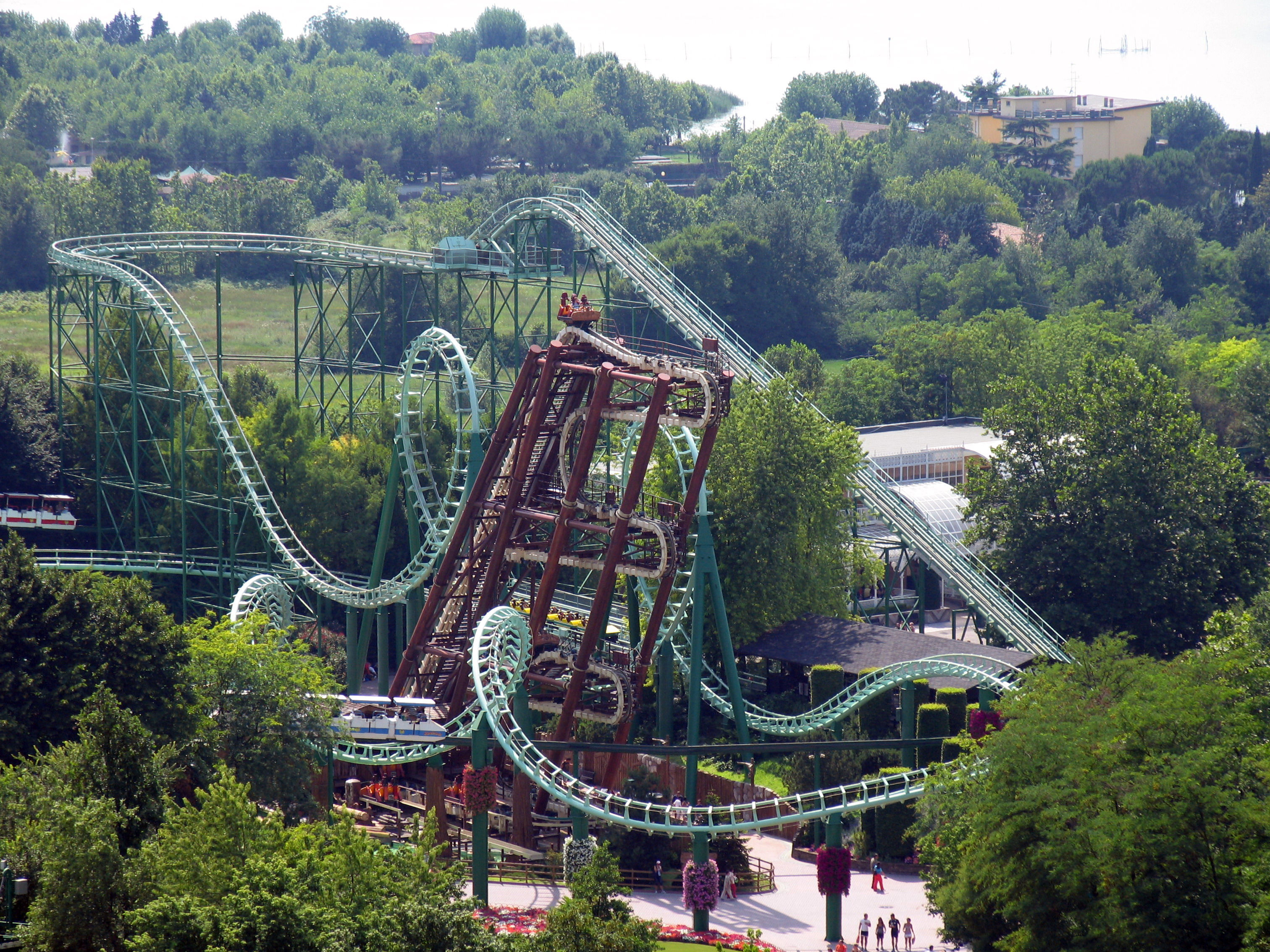
Sequoia Magic Loop à Gardaland.
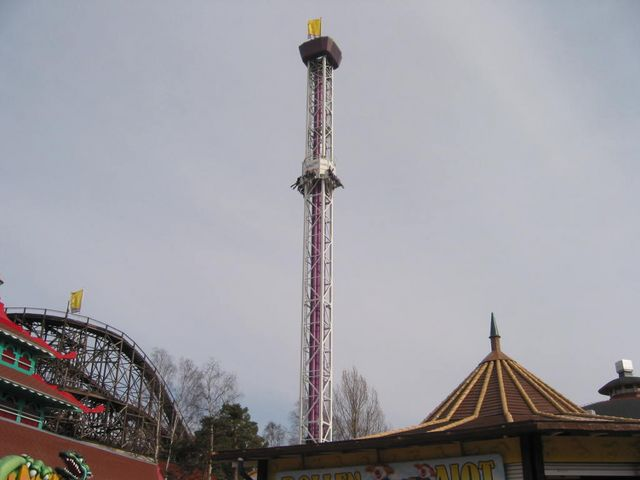
Space Shot à Linnanmäki.
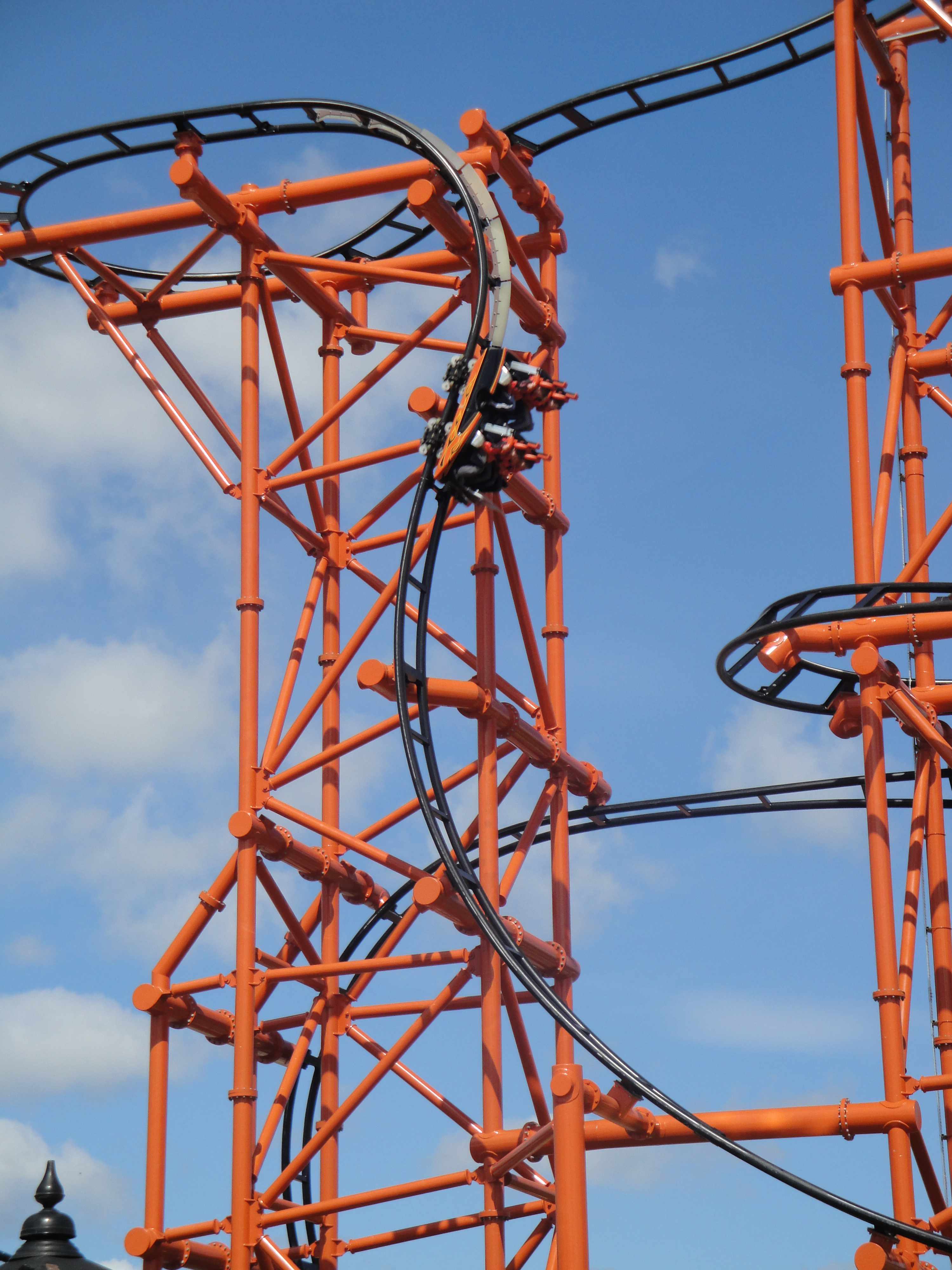
Mumbo Jumbo à Flamingo Land.
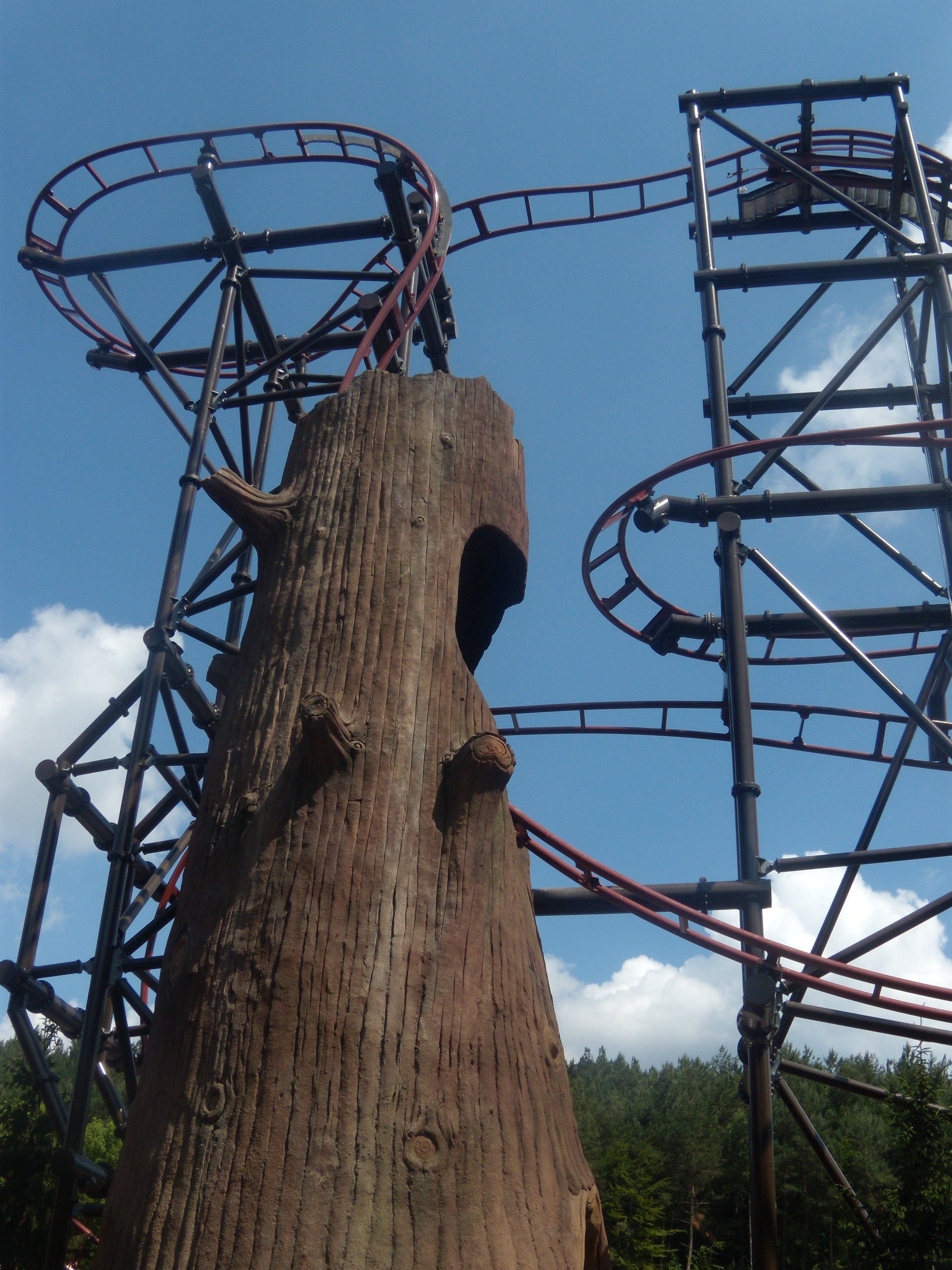
Timber Drop à Fraispertuis-City.
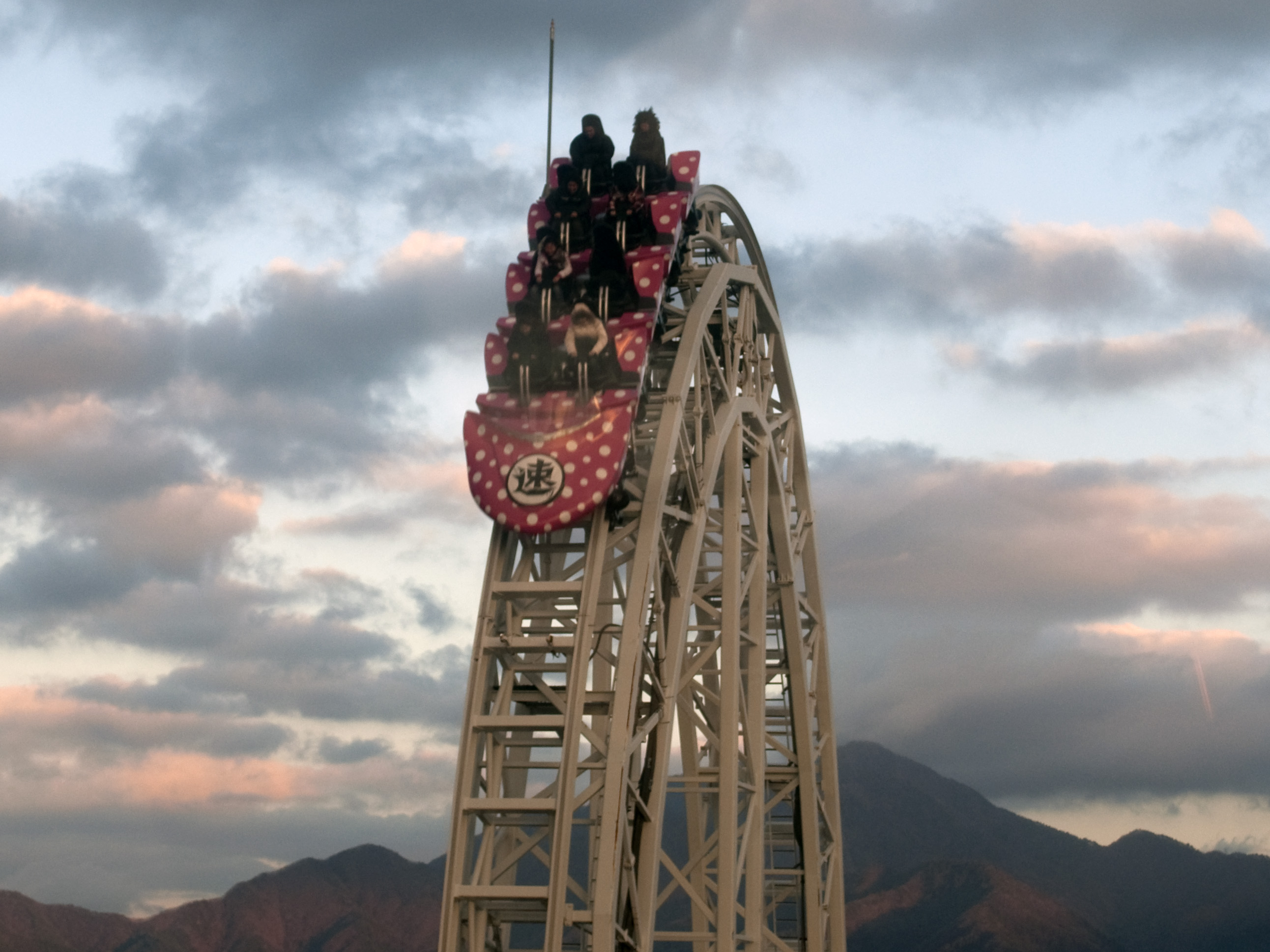
Do-Dodonpa à Fuji-Q Highland.
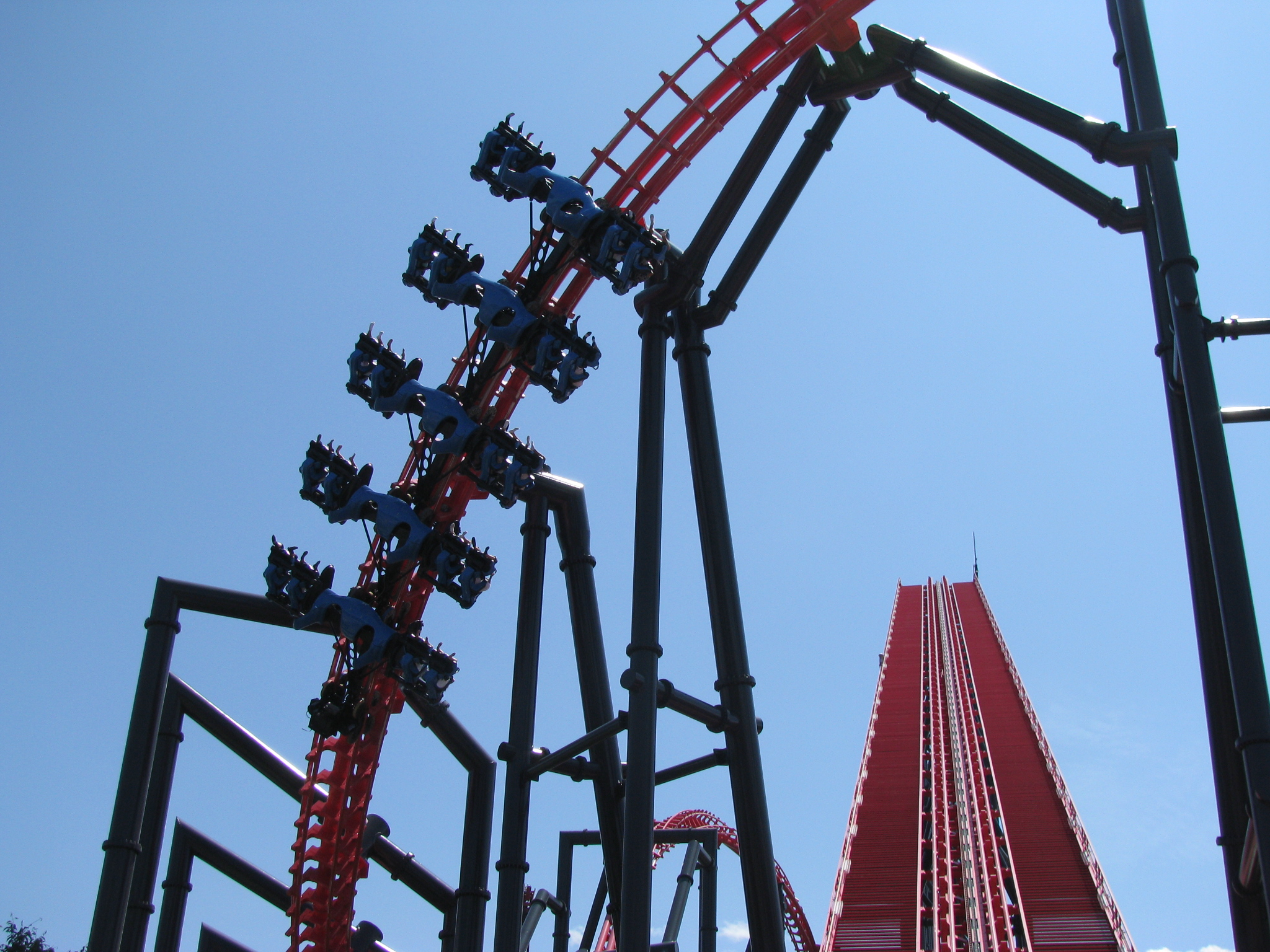
Eejanaika à Fuji-Q Highland.
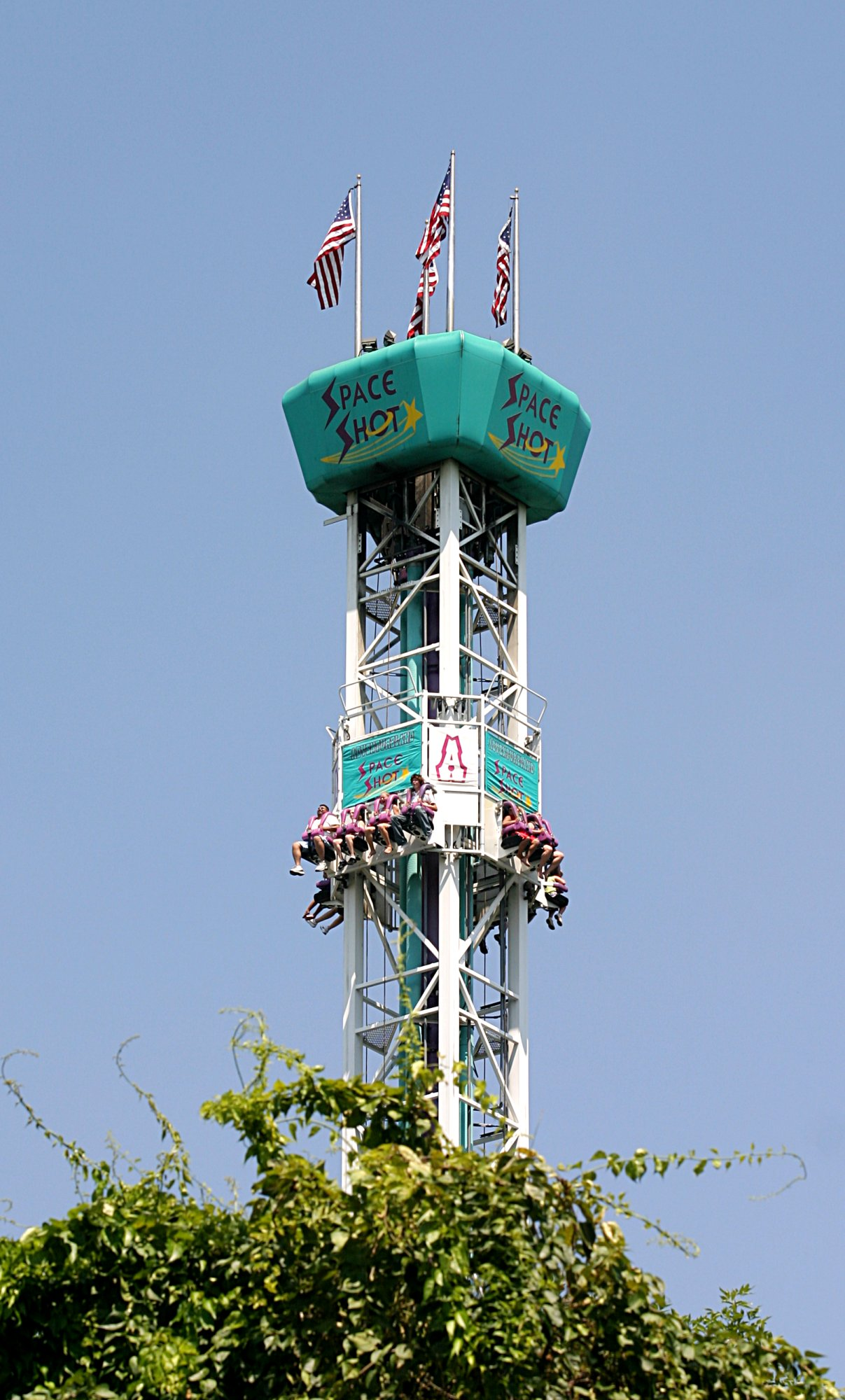
Space Shot à Adventureland
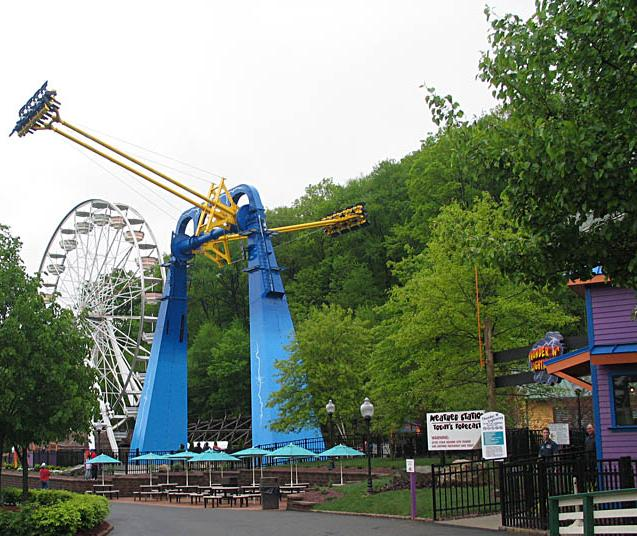
Screamin' Swing à Lake Compounce.
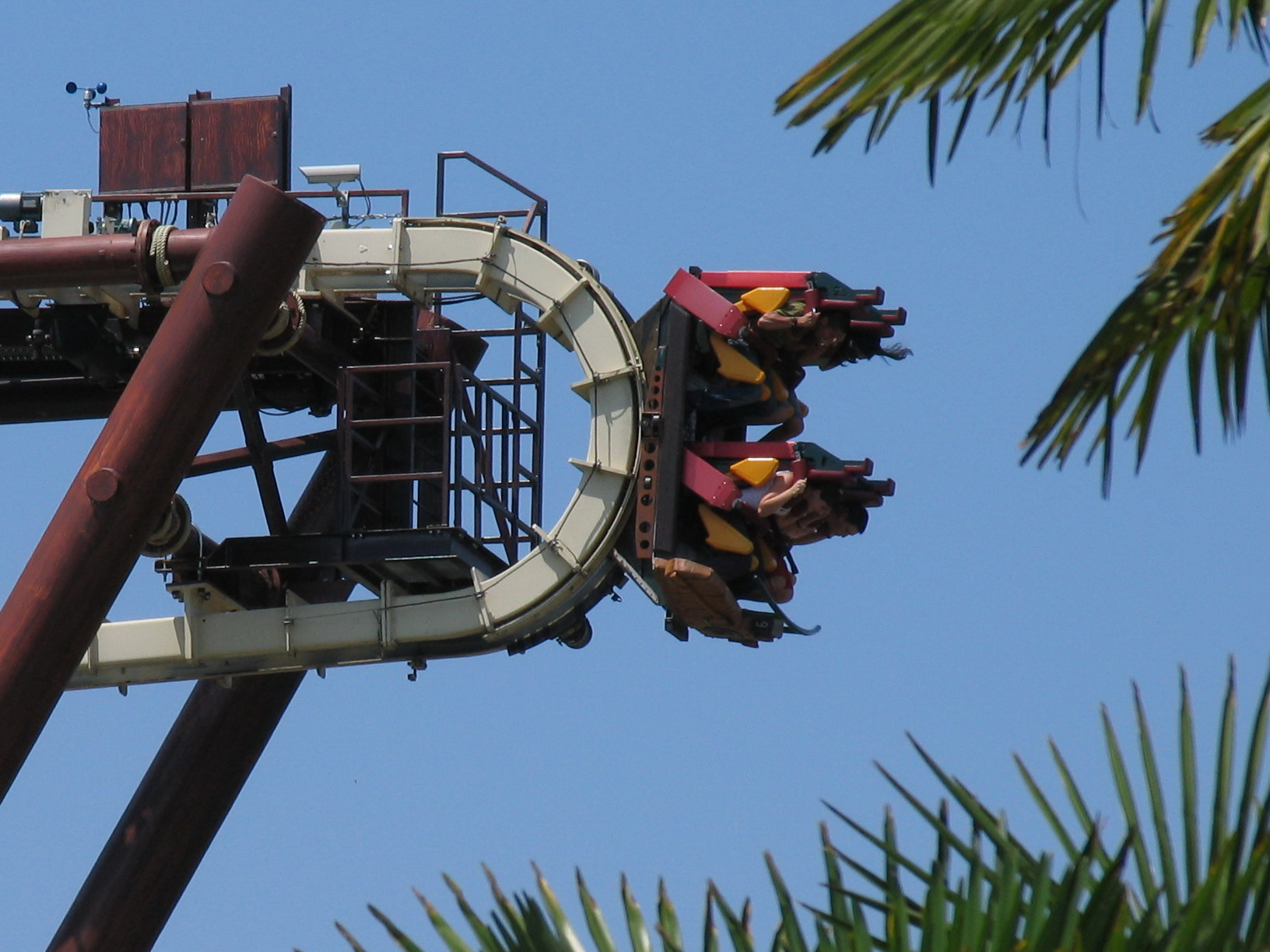
Détail du Sequoia Magic Loop.